# Daumants Dreiškens
Daumants Dreiškens (* 28. März 1984 in Gulbene, Lettische SSR, Sowjetunion) ist ein lettischer Bobsportler.

## Werdegang
Seinen ersten großen Erfolg feierte er 2008 mit dem Gewinn der Europameisterschaft im Viererbob. Dreiškens war dabei einer der Anschieber, Pilot war Jānis Miņins. Im Weltcup war bislang jeweils ein zweiter Platz im Gesamtklassement der Zweier- und der Viererbobs, beides 2012/13, sein bestes Endergebnis. In der Saison 2013/14 gewann er in St. Moritz und Igls seine ersten beiden Weltcuprennen. Bei diesen Weltcups war er als Anschieber von Oskars Melbārdis aktiv. 2015 wurde er in La Plagne mit Oskars Melbārdis Vizeeuropameister im Zweierbob. Im Viererbob gewann er mit Melbārdis als Pilot den Europameistertitel. Bei den Weltmeisterschaften in Winterberg gewann er 2015 als Anschieber von Melbārdis die Silbermedaille sowie im Viererbob Bronze. Im darauffolgenden Jahr wurde er mit Melbārdis, Arvis Vilkaste und Jānis Strenga in Igls Weltmeister im Viererbob.
Daumants Dreiškens startete bei den Olympischen Winterspielen 2014 sowohl im Zweier- als auch im Viererbob als Anschieber von Oskars Melbārdis. Im Zweierbob belegten sie Rang fünf, im Viererbob gewannen sie Silber. Im März 2019 wurde ihnen letztlich der Olympiasieg im Viererbob zuerkannt, sowie Bronze im Zweierbob, nachdem die russischen Bobteams wegen Dopings disqualifiziert wurden. Auch bei den Spielen 2006 und 2010 war Dreiškens am Start. 2006 wurde er mit Jānis Miņins im Zweierbob Sechster, im Viererbob belegten sie Rang zehn. In Vancouver 2010 war Dreiškens Anschieber von Edgars Maskalāns, mit dem er im Zweierbob Rang acht belegte. Der Viererbob mit Pilot Jānis Miņins ging nicht an den Start.